# Grupo Bloch
O Grupo Bloch, também conhecido como Empresas Bloch ou ainda simplesmente como Bloch, foi um conglomerado de mídia brasileiro fundado pela família Bloch, de origem ucraniana, que incluiu durante a maior parte de sua existência negócios de editoração e de radiodifusão, que foi liderada pelo jornalista e empresário Adolpho Bloch.
As atividades do grupo se iniciaram com a chegada dos Bloch ao Rio de Janeiro, em 1922, que iniciaram seus trabalhos empresariais com negócios impressos. Porém, uma das principais empresas do grupo só foi estabelecida em 1952, depois da publicação da primeira edição da revista Manchete, que foi a principal publicação da Bloch Editores, braço editorial do grupo. As empresas do Grupo Bloch posteriormente incluíram negócios na área de radiodifusão. Uma das primeiras inciativas nesse sentido foi dada na metade da década de 1970 com a Rádio Manchete (antiga Rádio Federal), no Rio de Janeiro, seguindo na década seguinte da rádio Manchete FM e da Rede Manchete, uma das principais redes de televisão brasileiras durante as décadas de 1980 e 1990. Tanto a Manchete FM, quando a Rede Manchete possuíram filiais próprias instaladas fora do Rio de Janeiro, com a última contando com afiliadas em diversas localidades do Brasil.
Boa parte dos negócios do Grupo Bloch foram a falência por dívidas contraídas pelas companhias durante a sua existência. Após acumular inúmeros prejuízos, a Rede Manchete foi vendida em 1992 para o grupo IBF, mas voltou para as mãos da Bloch no ano seguinte após a empresa contestar a venda na justiça. O retorno ao grupo não solucionou o problema de endividamento da emissora, que cessou suas atividades em 1999 e vendeu suas concessões para os sócios da TeleTV, Amilcare Dallevo Jr. e Marcelo de Carvalho, que fundaram a RedeTV! no final do mesmo ano. No ano seguinte, foi a vez da Bloch Editores encerrar as suas atividades.
Os negócios remanescentes do grupo incluem a Bloch Som e Imagem, criada para produzir telenovelas para a Rede Manchete e manter os seus direitos sob a sua propriedade em caso de venda ou falência da emissora, e a concessão da Rádio Manchete. Hoje eles pertencem a Carla Kapeller, sobrinha-neta e herdeira de Adolpho Bloch.Parte dos títulos que foram publicados pela Bloch Editores hoje pertencem a Manchete Editora, cujo proprietário é Marcos Dvoskin, ex-diretor geral da Editora Globo, que publica apenas a revista Pais&Filhos. Já a Manchete FM teve suas concessões vendidas ao ex-governador de São Paulo Orestes Quércia, que criou a rede NovaBrasil FM.

## História
O negócio que deu origem ao Grupo Bloch surgiu a partir da chegada da família ucraniana que dá nome a empresa na cidade do Rio de Janeiro, no ano de 1922, que criaram a Joseph Bloch & Filhos, que publicava panfletos e outros tipos de impressos e, posteriormente, passou a imprimir revistas e outros tipos de produtos impressos. Com a expansão do negócio, em 1952, foi lançada a revista Manchete. Com o êxito do lançamento da revista, foi inaugurada a Bloch Editores.
O grupo foi dono de diversas empresas de comunicação no país, além da mídia impressa. No final da década de 1970, foram fundadas a Rádio Manchete, em onda média (AM), e a rede de rádio Manchete FM. Com êxito das emissoras de rádio, já no início da década de 1980, o grupo entrou na concorrência do governo federal para ser um dos concessionários de duas redes de televisão formadas a partir das concessões cassadas da redes Tupi e Excelsior. O Grupo Bloch foi um dos vencedores da licitação, ao lado do Grupo Silvio Santos, que lançou de imediato o Sistema Brasileiro de Televisão (SBT) em 1981. Já a Rede Manchete, de propriedade do Grupo Bloch, foi lançada em 1983.
Com dívidas milionárias, o grupo teve que se desfazer da Rede Manchete em 1992, mas após o novo dono, Hamilton Lucas de Oliveira, não cumprir com o contrato de venda, o Grupo Bloch recuperou a posse da rede. Ainda contraindo dívidas, o grupo teve que se desfazer do negócio de televisão em 1999, vendendo as concessões das cinco emissoras próprias da Rede Manchete para os sócios do Grupo TeleTV, Amilcare Dallevo Jr. e Marcelo de Carvalho, que lançaram a RedeTV! no lugar da Manchete.
A Bloch Editores pediu concordata em 1999, fechando as suas portas em 2000. O portfólio de revistas da empresa foram vendidas para a Manchete Editora, fundada em 2002 por Marcos Dvoskin. As emissoras de rádio da Rede Manchete FM foram vendidas para o Grupo Solpanamby, do político Orestes Quércia, que as transformou em filiais da rede NovaBrasil FM. A emissora de São Paulo posteriormente foi vendida para o Grupo RBS, que logo depois a revendeu para o filho do ex-presidente da república Fernando Henrique Cardoso, Paulo Henrique Cardoso, que desde 2010 transmite a programação da Rádio Disney na antiga frequência da Manchete. O único veículo de comunicação remanescente do grupo é a Rádio Manchete AM do Rio de Janeiro. O acervo de revistas e de televisão, além de imóveis de propriedade do grupo, foram vendidos para pagar as dívidas contraídas pelas empresas.
A Bloch Som e Imagem, empresa criada para produzir programas para a Rede Manchete, a massa falida da TV Manchete Ltda., razão social da Rede Manchete, e a concessão da Rádio Manchete, outorgada para a Rádio Federal Ltda., ainda são de propriedade do Grupo Bloch, administrados por Carla Kapeller, sobrinha-neta de Adolpho Bloch e herdeira das empresas do tio-avô.